# Hydnora africana
Hydnora africana е ахлорофилно растение от подсемейство Hydnoroideae, произхождащо от Южна Африка, което паразитира върху корените на членовете на семейство Млечкови (Euphorbiaceae). Видовото име africana указва произхода на растението от Африка.
Молекулярните данни предполагат, че Hydnoroideae е „базално покритосеменно растение“, което затвърждава мястото си сред по-примитивните цъфтящи растения. Hydnoraceae са единствените покритосеменни растения, за които е известно, че нямат листа, и се счита, че задължително са паразити, напълно зависими от своите гостоприемници, за да оцелеят. Растението расте под земята, с изключение на месест цвят, който излиза над земята и излъчва миризма на изпражнения, за да привлече своите естествени опрашители, торни бръмбари и мъртвояди. Вегетативното тяло на растенията е сведено до корени и цветове. Цветята действат като временни капани, задържайки бръмбарите, които влизат достатъчно дълго, за да могат да вземат цветен прашец.